# Hermann van Pels
Hermann van Pels (* 31. März 1898 in Gehrde bei Osnabrück; † Anfang Oktober 1944 im deutschen Konzentrationslager Auschwitz) war ein niederländisches Opfer des Holocaust. Er gehörte zu den acht untergetauchten Juden im Hinterhaus, die durch das Tagebuch der Anne Frank bekannt wurden.

## Leben

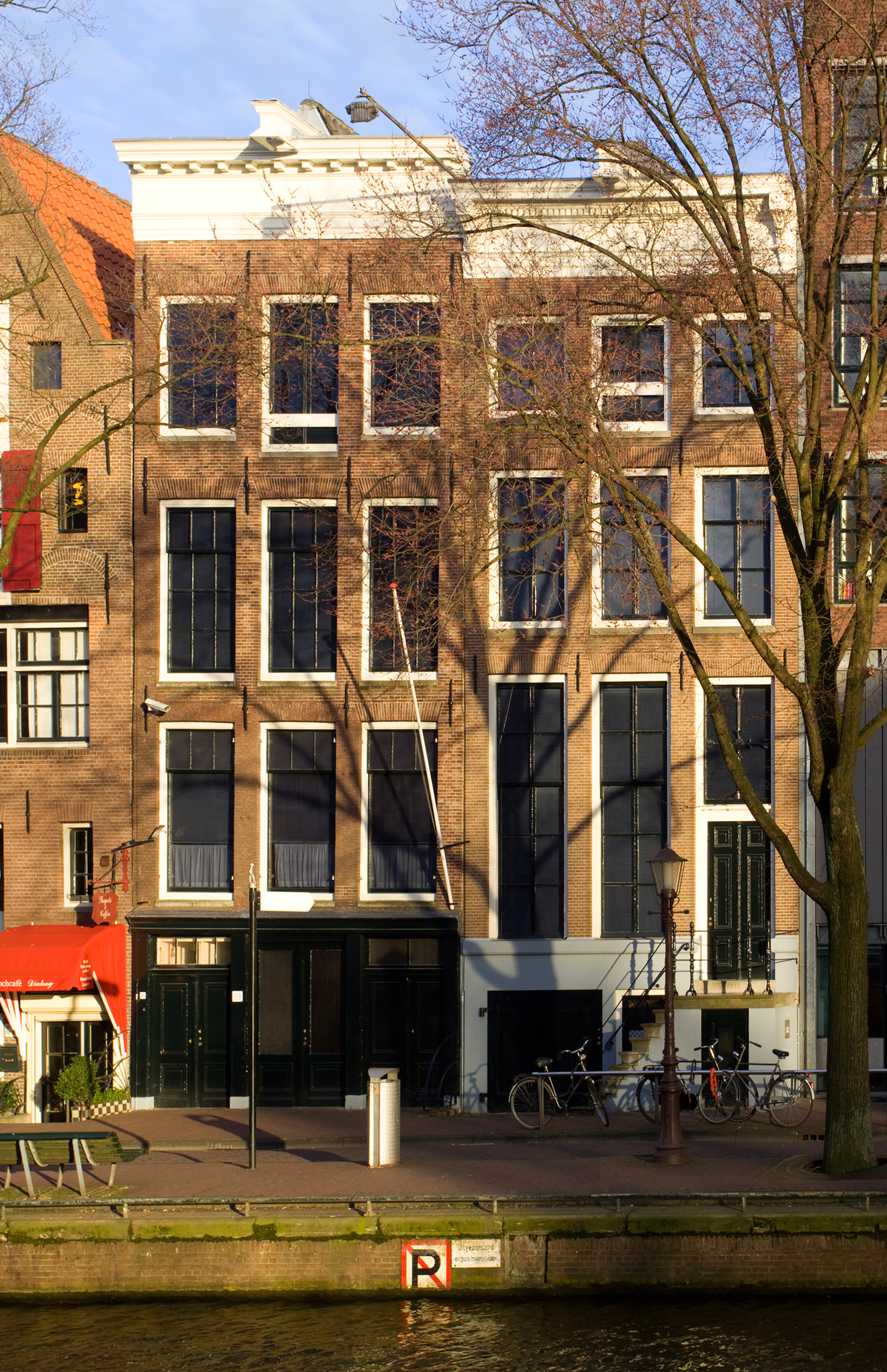
Prinsengracht 263 in Amsterdam, in dessen Hinterhaus sich Hermann van Pels versteckte

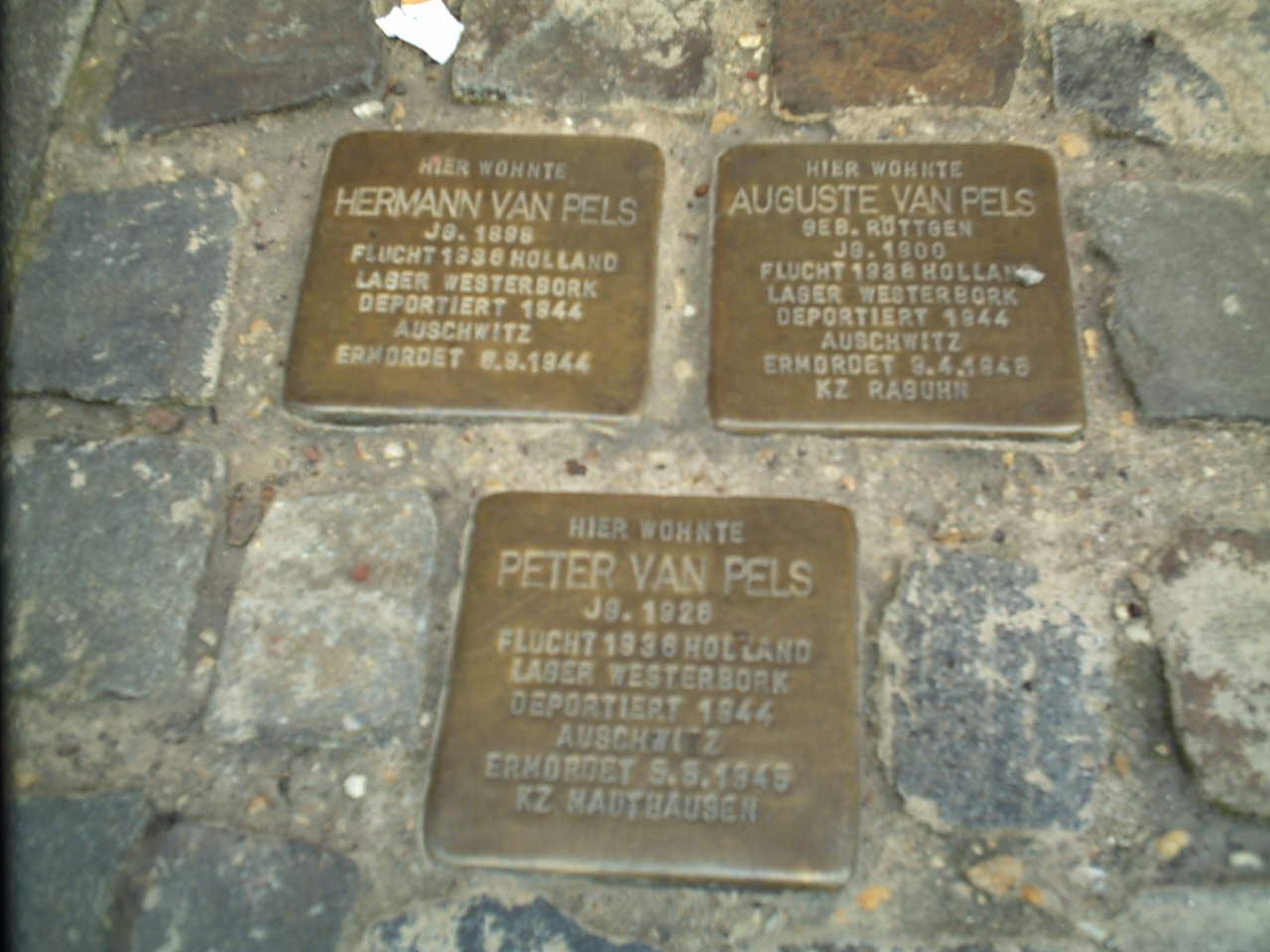
Stolperstein für Hermann van Pels in Osnabrück

Hermann van Pels wurde als eines von sechs Kindern des Niederländers Aron van Pels und der deutschen Lina van Pels, geborene Vorsänger, in Gehrde bei Osnabrück geboren. Van Pels besuchte die jüdische Grundschule und ab 1908 die Ev. Knaben Mittelschule Osnabrück. Nach seiner Schulausbildung wurde er in Osnabrück Vertreter im Betrieb des Vaters, Aron van Pels, der einen Großhandel für Fleischereibedarfsartikel führte. Unter anderem handelte die Firma mit Gewürzen und Därmen zur Wursterzeugung. Am 5. Dezember 1925 heiratete van Pels die deutsche Jüdin Auguste Röttgen. Das Ehepaar ging nach Osnabrück und bezog eine Wohnung in der Martinistraße 67a. Am 8. November 1926 kam der gemeinsame Sohn Peter van Pels zur Welt, der das einzige Kind des Ehepaars blieb.
Aron van Pels musste sein Geschäft nach 1933 im Zuge des Boykotts jüdischer Geschäfte aufgeben. Vor den Nationalsozialisten floh Hermann van Pels schließlich mit seiner Familie am 26. Juni 1937 in die Niederlande. Bereits 1935 war van Pels’ Schwester, die Schneiderin Henny van Pels, nach Amsterdam emigriert. Die Familie bezog eine Wohnung in der Zuider Amstellaan. Hermann van Pels arbeitete ab 1938 für seinen alten Geschäftsfreund Otto Frank in dessen Firma Opekta Amsterdam. Er wurde in der zu Opekta gehörenden, von Victor Kugler neugegründeten Zweigfirma Pectacon als Berater und Experte für Gewürze eingestellt. Während sich Opekta auf Marmeladenherstellung spezialisiert hatte, war Pectacon eine Firma für Gewürzmischungen unter anderem für die Wurstherstellung. „Auf seinem Gebiet war van [Pels] unschlagbar; er brauchte nur einmal daran zu schnuppern und konnte dann jedes Gewürz beim Namen nennen“, schrieb Miep Gies in ihren Erinnerungen. Ab Dezember 1940 befanden sich die Büroräume von Opekta Amsterdam und Pectacon in der Prinsengracht 263.
Hermann und Auguste van Pels waren auch außerhalb der Arbeit mit den Franks befreundet und häufige Gäste beim samstäglichen Nachmittagskaffee der Familie. Beide Familien legten ab Sommer 1941 für den Fall, dass einem Familienmitglied die Deportation drohte, ein Versteck im Hinterhaus der Firma Otto Franks an. Schon bei den Nachmittagstees hatten sie ihre spätere Helferin Miep Gies, eine Mitarbeiterin der Marmeladenfirma Opekta, kennengelernt, die van Pels rückblickend als „groß, massig, gut angezogen, leicht gebückter Gang, männliches offenes Gesicht, spärlicher Haarwuchs, im Mundwinkel ständig eine Zigarette“ beschrieb, und fortfuhr: „Für einen Scherz fand Hermann van [Pels] immer Zeit. Kurz, er war ein angenehmer, umgänglicher Typ“. An späterer Stelle ihrer Erinnerungen präzisierte Gies die Beschreibung Hermann van Pels’ und nannte ihn einen „Witzeerzähler, eher ein Pessimist, Kettenraucher und etwas rastlos“.
Am 5. Juli 1942 nahm Edith Frank-Holländer eine an ihre Tochter Margot adressierte Zwangsverpflichtung zum Arbeitseinsatz in Deutschland entgegen. Sie informierte umgehend van Pels, hatten beide Familien doch schon seit längerer Zeit Vorkehrungen für ein Untertauchen getroffen. Mit van Pels beriet sie sich über die konkreten nächsten Schritte. Er war es auch, der anschließend Miep Gies informierte. Während die Familie Frank bereits am 6. Juli 1942 untertauchte, folgte die Familie van Pels am 13. Juli 1942. Wenig später kam noch Zahnarzt Fritz Pfeffer als achter Flüchtling hinzu. Auguste und Hermann van Pels bewohnten ein Zimmer in der zweiten Etage. Ihr Schlafzimmer diente tagsüber allen Untergetauchten als Esszimmer und Aufenthaltsraum. Die Wohnung der Familie van Pels in der Zuider Amstellaan wurde erst im Oktober 1942 von den Nationalsozialisten geräumt.
Am 4. August 1944 wurden die Untergetauchten verraten und verhaftet. Hermann van Pels wurde wie die anderen sieben Untergetauchten über das Durchgangslager Westerbork ins KZ Auschwitz-Birkenau deportiert, wo er am 5. September 1944 entgegen der nachträglichen Feststellung des niederländischen Roten Kreuzes als einer von 258 Männern die Selektion überstand. Mit Otto Frank und Fritz Pfeffer wurde er Block 2 des Stammlagers Auschwitz I zugeteilt. Er war mit beiden Männern dem Außendienst zugeteilt, verletzte sich vermutlich Anfang Oktober an der Hand und bat um eine Einteilung zum Stubendienst für den nächsten Tag, an dem die Lager-SS eine Selektion durchführte. Hermann van Pels wurde Anfang Oktober 1944 in der Gaskammer ermordet. Otto Frank berichtete nach seiner Rückkehr Miep Gies, dass er van Pels „mit eigenen Augen auf dem Weg in die Gaskammern gesehen“ hatte.
Seit dem 15. November 2007 erinnern vor dem Wohnhaus der Familie van Pels in Osnabrück Stolpersteine an die Familie.

## Das Tagebuch der Anne Frank
Das Tagebuch, das Anne Frank vor allem während der Zeit des Untertauchens geschrieben hatte, wurde 1947 von ihrem Vater Otto Frank zum ersten Mal veröffentlicht. Beim Umschreiben des Tagebuchs, vermutlich im Mai 1944, hatte Anne Frank allen acht Untergetauchten Pseudonyme gegeben. Aus Hermann van Pels wurde so „Hans van Daan“.
Frank berichtete am 11. Juli 1942 von ihrer Vorfreude auf die Ankunft der Familie van Pels: „Ich freue mich sehr auf die Ankunft der van Daans, die auf Dienstag festgelegt ist. Es wird viel gemütlicher und auch weniger still sein“. Bereits am 21. August 1942 notierte sie jedoch in ihr Tagebuch „Herr van Daan und ich sind dauernd zerstritten“ und berichtete am 2. September 1942 von Streitigkeiten zwischen Auguste und Hermann van Pels („Herr und Frau Daan haben heftigen Streit gehabt. So etwas habe ich noch nie erlebt, da Vater und Mutter nie daran denken würden, einander derartig anzuschreien“). Berichte über das streitende Ehepaar van Pels finden sich in der Folgezeit häufig.
Besondere Ereignisse um van Pels während der Zeit im Hinterhaus notierte Frank ebenfalls, so am 10. Dezember 1942 seine Verarbeitung größerer Mengen illegal gekauften Fleisches zu Wurst: „In der Firma wurde er wegen seiner Gewürzkenntnisse eingestellt, doch nun zeigt er sich von der wurstigen Seite, was uns keineswegs unangenehm war. […] Herr van Daan hatte eine Schürze seiner Frau umgebunden und war in seiner ganzen Dicke (er sah viel dicker aus, als er ist) mit dem Fleisch beschäftigt. Mit seinen blutigen Händen, dem roten Kopf und der bekleckerten Schürze sah er aus wie ein richtiger Metzger.“ Van Pels war der einzige Raucher im Hinterhaus; mehrfach notierte Frank seine schlechte Laune, weil keine Zigaretten mehr vorhanden waren. Neben Blumen und einigen Nahrungsmitteln erhielt van Pels zu seinem Geburtstag 1944 auch zwei Päckchen Tabak.
Van Pels hatte laut Franks Aufzeichnungen „nach unser aller Meinung viel Durchblick in der Politik“, war jedoch eher pessimistisch eingestellt. Im Frühjahr 1943 rechnete er nicht damit, dass das Untertauchen vor Jahresende vorbei sei, und befürchtete im Mai 1944, dass „die Deutschen am Ende noch den Krieg gewinnen, so stark sind sie“. Frank schätzte ihn als rechthaberisch ein: „Er hat [seiner Meinung nach] die einzige richtige Meinung, er weiß über alles das meiste. Na gut, er hat einen gescheiten Kopf, aber die Selbstgefälligkeit dieses Herrn hat ein hohes Maß erreicht.“ In einer Übersicht über die Interessen der Untergetauchten notierte Frank 1944 über van Pels: „lernt nichts; schlägt viel im Knaur nach; liest gern Detektivromane, medizinische Bücher, spannende und belanglose Liebesgeschichten.“

## Hermann van Pels im Film
Das Tagebuch der Anne Frank wurde mehrfach verfilmt. Folgende Darsteller übernahmen die Rolle Hermann van Pels’ in den Verfilmungen:
- 1959: Das Tagebuch der Anne Frank (The Diary of Anne Frank) – Lou Jacobi
- 1980: Das Tagebuch der Anne Frank (The Diary of Anne Frank) – James Coco
- 1985: Het dagboek van Anne Frank – Guus Hoes
- 1987: Das Tagebuch der Anne Frank (The Diary of Anne Frank) – Christopher Benjamin
- 1988: Mein Leben mit Anne Frank (The Attic: The Hiding of Anne Frank) – Victor Spinetti
- 1995: Anne no nikki – Jiro Sakagami
- 1996: El diari d’Anna Frank – Toni Sevilla
- 2001: Anne Frank (Anne Frank: The Whole Story) – Joachim Król
- 2009: The Diary of Anne Frank – Ron Cook
- 2014: Meine Tochter Anne Frank – André Hennicke
- 2016: Das Tagebuch der Anne Frank – André Jung